# Menarche
Die Menarche (altgriechisch μήν mḗn „Monat“ und ἀρχή archḗ „Anfang“) ist die erste Menstruation (Regelblutung) bei Mädchen, sie signalisiert das Eintreten der Geschlechtsreife in der Pubertät.
Die Menarche findet im Verlauf der pubertären Entwicklung statt. Sie ist kein eindeutiges Zeichen für die Reproduktionsfähigkeit im Sinne eines ovulatorischen Zyklus, da es sich bei den ersten Regelblutungen häufig um anovulatorische, also ohne vorherigen Eisprung verlaufende Hormonentzugsblutungen handelt. Ein regelmäßiger Ovulationszyklus tritt meist nach anderthalb bis zwei Jahren ein. Es gibt aber auch Fälle von Mädchen, die vor der ersten Menstruation schwanger geworden sind (sexueller Missbrauch von Kindern).

## Schwankungen im Zeitpunkt des Eintrittes
Die Menarche ist als diskretes Merkmal für die Entwicklungsbeschreibung der Pubertät besonders geeignet, wie etwa die Spermarche bei Jungen. Der Zeitpunkt ist abhängig von ethnischen, geografischen, individuellen und ernährungsphysiologischen Faktoren. Für Mädchen beträgt die Zeitspanne zwischen dem Auftreten erster Pubertätsmerkmale (Schamhaar- und Brustwachstum) und der Menarche im Mittel zwischen 2,2 und 2,7 Jahren, kann jedoch interindividuell zwischen weniger als einem Jahr und mehr als sechs Jahren schwanken. In Deutschland findet die Menarche bei den meisten Mädchen etwa zwischen dem 10. und 16. Lebensjahr statt.
Im frühen 19. Jahrhundert war der Zeitpunkt noch vier Jahre später. Eine drastische Verschiebung des Zeitpunkts der Menarche trat um 1850 zum ersten Mal auf. Danach fand sie durchschnittlich jedes Jahrzehnt drei bis vier Monate früher statt und stabilisierte sich Anfang der 1960er.
Die Unterschiede im Reifealter zwischen Populationsgruppen erscheinen primär als Resultat von Umweltbedingungen und spezifischen Ernährungsmustern, aber auch mit beeinflusst von hygienisch-sanitären oder medizinischen Kultur-Bedingungen. So zeigte sich beispielsweise, dass in Europa und den USA das Menarchealter zwischen 11,5 und 14,5 Jahren liegt.
Es sind Fälle belegt, in denen die Menarche vor dem sechsten Geburtstag gelegen hat. Bei gleichen Lebensbedingungen in den Populationen erklären auch genetische Unterschiede die Streuung. Es wird diskutiert, dass das Erreichen eines gewissen Anteiles an Körperfett für den Eintritt in die Pubertät maßgeblich ist (> 17 % Anteil), sodass jugendliche Leistungssportlerinnen und Untergewichtige eine retardierte Reifung aufweisen. Die „Kritisches-Gewicht-Menarche-Hypothese“ (critical weight-menarche hypothesis), die besagte, dass die Menarche offenbar mit dem Erreichen eines Körpergewichtes von 48 kg korreliert, konnte später nicht bestätigt werden. Hingegen ergab sich auch ein Zusammenhang mit der Körpergröße.